# ANSYS
ANSYS（アンシス）は、有限要素法CAEを中心とする解析ソフトウェア群である。開発元はアメリカのANSYS Inc.。

## 概要
John A. Swanson は、1970年にSASI (Swanson Analysis Systems, Inc.)を設立し、翌年からANSYSの開発およびリリースを開始した。当時はMSCソフトウェアのNastranが市場に登場し、コンピュータによる構造解析が研究者だけでなく一般企業での設計にも活用し始められた黎明期であった。そこでANSYSはユーザインタフェースを強化・開発することでNastranとの差別化を図った。
1983年に電磁場解析に対応したANSYS/EMAG3Dをリリースすると、構造だけでなく、構造と熱、熱と電磁場などの連成解析ができるMultiphysicsパッケージをリリースした。圧力による発熱に代表されるように、実際の設計では複数の異なる条件による検討が不可欠であり、スムーズな連成解析を可能にしたこのパッケージは、ANSYSのヒット製品となり、現在でも主力製品となっている。
1990年代以降は他社を買収したりパートナー製品によるラインナップ拡充が進められたりした結果、今後の市場の成長が見込まれていた流体解析分野では、3度の合併 を行い、社内でも独立したひとつの分野として扱うに至っている。またパートナー製品では、陽解法による衝撃解析で急速にユーザを増やしたLS-DYNAソルバーを使った解析を可能にするなど、ユーザからの要望への対応も行っている。また、1994年には会社名をANSYSに変更している。
さらに、特徴であるユーザインタフェースの充実の面では、Multiphysicsや複数のソルバー環境で、操作が複雑になったANSYSを、統合された操作環境ですべて設定可能となるインターフェースANSYS WorkBenchを開発している。これは、統合型インターフェースでありながら、利用環境に合わせたカスタマイズや、ユーザによる開発も可能にしている。一方で、3次元CADの普及に合わせて、ANSYS DesignSpaceの名称でCAD連携型インターフェースを持つCAEツールもリリースすることで、設計者のCAE導入の入り口として機能させ、ANSYSユーザの拡大を図っている。

## 日本における状況
日本では、サイバネットシステムが総代理店となり、販売および日本語版の整備などの製品マーケティングを行ってきたが、2001年にアンシスジャパン（代表・山縣延樹）を設立して、製品技術に関する業務を一部移管した。
2004年にはANSYSのCFX買収に伴い、双方の日本法人であるアンシスジャパンとCFXアジアパシフィックが統合され、アンシス（代表・今野正文）となった（存続会社はCFXアジアパシフィック）。
さらに、2008年にはANSYSによるFluent買収に伴い、両者の日本法人であるアンシスとFLUENTアジアパシフィックが統合され、アンシス・ジャパン（代表・羽部篤）となった（存続会社はFLUENTアジアパシフィック）。Fluent日本法人では販売管理機能も持っていたため、新会社ではFluentの比重が大きくなっている。また、Fluentと研究開発において密接な関係にあったSpeedo社のスイムスーツレーザー・レーサーが、2008年の北京オリンピックをはじめとする競技会で大きく取り上げられたため、アンシス・ジャパンでは統合効果として、これをANSYSのプロモーションの前面に出す活動を行った。